# Revolut
Revolut (Revolut Group Holdings Ltd.) este o bancă digitală⁠(d) care oferă servicii pentru persoane fizice și juridice, fondată în iulie 2015.
Banca oferă servicii digitale gratuite și pe bază de abonament printr-o aplicație mobilă, precum transferuri bancare⁠(d) interne și internaționale, carduri de debit, carduri de credit, investiții pe burse sau în criptomonede, conturi de economii și împrumuturi.

## Istoric
Revolut a fost fondată pe 1 iulie 2015 de Nikolai Storonski⁠(d) și Vlad Yatsenko⁠(d) ca o aplicație mobilă legată de un card preplătit MasterCard pentru cheltuieli internaționale la un curs valutar competitiv. Astfel, clienții din Regatul Unit și Spațiul Economic European puteau folosi cardul în 90 de țări.
Compania își propunea să devină o platformă de plăți cu costuri reduse și procesare instantă. În luna lansării a atras o finanțare de 1,5 milioane de lire.
În iunie 2017 a lansat Revolut Business, o aplicație cu abonament pentru companii care oferea conturi IBAN multi-valutare pentru 25 de monede. Până în 2017, Revolut funcționa ca o instituție de bani electronici în Regatul Unit. În noiembrie 2017, compania a aplicat pentru o licență bancară în Uniunea Europeană și a început dezvoltarea propriului procesator de plăți.
În decembrie 2018, Revolut a primit o licență bancară europeană și o licență EMI, facilitate de Banca Lituaniei. Aceasta a permis companiei să accepte depozite și să ofere credite, dar nu și servicii de investiții.
În iulie 2019 a fost introdusă funcționalitatea de tranzacționare bursieră fără comisioane pentru New York Stock Exchange și NASDAQ. Tot în 2019, Revolut s-a extins în afara Europei prin Australia și Singapore.
În noiembrie 2020, Revolut a devenit una dintre cele mai valoroase companii fintech din Marea Britanie.
În 2021 a aplicat pentru licență bancară în Regatul Unit și carte bancară în SUA. Ulterior, a primit licență bancară completă în Uniunea Europeană.
În 2022, Revolut a început tranziția de la instituție de bani electronici la bancă. În urma unei erori în sistemul de plăți din SUA, compania a pierdut 20 de milioane de dolari.
În 2023, banca a lansat IBAN-uri locale pentru Irlanda, Franța, Olanda și Spania și a extins tranzacționarea bursieră în Spațiul Economic European fără comision.
În august 2024, Revolut este cea mai valoroasă companie de tehnologie privată din Europa, cu o evaluare de 45 milliarde de dolari.

## Revolut România
Revolut Bank UAB Vilnius Sucursala București funcționează ca entitate înregistrată locală a băncii digitale Revolut Bank UAB din Lituania. Banca este autorizată să opereze în baza licenței bancare europene acordată de Banca Centrală Europeană prin intermediul Băncii Lituaniei.
În România, Revolut a câștigat popularitate din 2018 datorită serviciilor financiare moderne precum carduri virtuale, conturi curente în mai multe valute, plăți internaționale la curs interbancar și acces la criptomonede.
Din 2022, clienții români au devenit clienți ai Revolut Bank cu protecția depozitelor garantată până la 100.000 EUR prin schema lituaniană de garantare a depozitelor.